# Écolabel européen

Logo du label

Ne pas confondre avec Écolabel
L'écolabel européen, institué par le Règlement (CEE) no 880/92 du Conseil du 23 mars 1992, peut être décliné[Quoi ?] dans tous les pays de l'Union européenne et en Suisse, après négociation et adoption d’un cahier des charges (voté à la majorité qualifiée par les représentants des États membres, puis publié au JOCE.

## Objectif
Il vise à : « promouvoir la conception, la production, la commercialisation et l’utilisation de produits ayant une incidence moindre sur l’environnement pendant tout leur cycle de vie » et à « mieux informer les consommateurs des incidences qu’ont les produits sur l’environnement, sans pour autant compromettre la sécurité du produit ou des travailleurs, ou influer de manière significative sur les qualités qui rendent le produit propre à l’utilisation ».
Il est basé sur une « approche globale », systémique, qui passe par une analyse du cycle de vie (ACV) du produit, de sa fabrication (dont choix des matières premières) à son élimination ou recyclage en passant par sa distribution et sa consommation et utilisation. Ainsi, chaque type de produit doit répondre à un cahier des charges précis qui prend en considération tout le cycle de vie du produit (matières premières, distribution, consommation et recyclage). À la demande des États membres, l’écolabel européen a exclu de son champ d'application : les produits agro-alimentaires, boissons et produits pharmaceutiques.

## Conditions d'obtention
Il existe aujourd'hui 53 catégories de produits ou services susceptibles d’être éco labellisés.

### Les services touristiques
- Les hébergements touristiques sont : hôtel, motel, appartements hôtels, pensions de famille, gîte d'étape, auberge de jeunesse, refuge de montagne, chambres d’hôtes, résidences locatives.
- Les sites de camping
- Les sites de visite

### Les produits
Pour obtenir le label le fabricant doit :
- satisfaire le cahier des charges (le produit doit présenter des caractéristiques qui lui permettent de contribuer de manière significative à l’amélioration d’aspects environnementaux essentiels[2]),
- payer entre 300 et 1 300 euros de frais de dossiers[2],
- payer une redevance (pourcentage des ventes annuelles du produit labellisé à l’intérieur de l’UE)[2].

Pour chaque catégories de produits, des critères écologiques spécifiques sont définis, « inspirés des critères définis par le comité de l’Union européenne pour le label écologique » 

## Mises à jour
Les « critères du label écologique et des exigences en matière d’évaluation et de vérification s’y rapportant » sont révisés « en temps utile avant la fin de la période de validité des critères fixée pour la catégorie de produits concernée », notamment pour prendre en compte d'éventuelles nouvelles données scientifiques et l’évolution du marché (nouveaux matériaux, nouvelles performances, etc.).
Par exemple l'écolabel pour les « revêtements (de sol) durs » (qui sous le numéro de code «021») sont des carrelages ou pavages de pierres naturelles, terre cuite, céramique, béton ou « pierres agglomérées » utilisés en intérieur ou extérieur sans fonction structurelle particulière a été révisé en 2009 (pour 4 ans, mais avec une période de transition permettant aux fabricants de garder le label le temps qu'ils intègrent les nouveaux critères) et de nouveaux critères remplacent ceux de la décision 2002/272/CE. Le label peut être appliqué aux revêtements muraux dès lors qu'ils sont produits avec le même processus de production et fabrication et avec les mêmes matériaux.

## Exemples de critères
Pour le cas cité ci-dessus des « revêtements durs » (de sols ou murs), la décision stipule que les critères visent notamment :
- un moindre impact sur les habitats et leurs ressources,
- une moindre consommation d'énergie,
- moins de rejets de substances toxiques ou polluantes,
- un moindre usage de substances dangereuses (dans les matériaux et dans les produits finis),
- la sécurité et l'absence de risque pour la santé au sein du cadre de vie,
- la diffusion d'informations permettant au consommateur d'utiliser le produit avec efficacité et en réduisant son incidence globale sur l'environnement.

Pour chacun de ces critères, des exigences en matière d'évaluation et de vérification doivent être indiquées et garanties, avec des méthodes d'essai appropriées et - si possible - effectués par des laboratoires dûment accrédités ou satisfaisant aux exigences générales de la norme EN ISO 17025.

## Exemples de types de produit labellisés
Début 2006, étaient déjà labellisés des produits suivants : ampoules électriques, tubes électriques, lave-linge, lave-vaisselle, réfrigérateurs, congélateurs, papiers de photocopie, papiers absorbants, papiers hygiéniques, papiers culinaires, amendements pour sols, matelas, peintures et vernis de décoration intérieure, articles chaussants, ordinateurs personnels, produits textiles, produits d'entretien.

## Insuffisances du label
Les compositions (qualitative et quantitative) de certains produits ne sont pas vérifiées, ils comptent sur la bonne foi des industriels.
De plus, des produits contiennent des ingrédients nocifs pour l'environnement alors qu'il existe des alternatives.

## Voir également
La commission et l'union européenne ont aussi développé et soutenu le règlement EMAS (Eco-Audit), qui se rapproche un peu de la série ISO 14000 (écomanagement).

## Pour approfondir